# Sad sweet dreamer
Sad sweet dreamer is een single van Sweet Sensation uit Manchester. Het is afkomstig van hun debuutalbum Sweet sensation. Het nummer is geschreven door liedjesschrijver Des Parton. Het is mogelijk dat de muziekproducent (en hun ontdekker) Tony Hatch en zijn vrouw Jackie Trent meezongen in het nummer om de zang te versterken.

## Hitnotering
In de UK Singles Chart top 50 stond Sad sweet dreamer tien weken genoteerd, waarvan een week op nummer 1. In de Amerikaanse Billboard Hot 100 stond het zestien weken genoteerd met als hoogste plaats twee weken nummer 14.

### Nederlandse Top 40
Het werd van nummer 1 afgehouden door George Baker Selection met Sing a song of love, Carl Douglas met Kung fu fighting en Leo Sayer met Long tall glasses.
| Positie: | 31 | 14 | 6 | 5 | 3 | 3 | 9 | 17 | 28 | uit |

### NederlandseDaverende 30
| Positie: | 23 | 10 | 6 | 5 | 5 | 7 | 12 | 20 | 20 | 27 | uit |

### BelgischeBRT Top 30
Het werd van de nummer 1-plaats afgehouden door de George Baker Selection met Sing a song of love
| Positie: | 9 | 2 | 2 | 3 | 8 | 11 | 27 | uit |

### VlaamseUltratop 30
Het werd van nummer 1 afgehouden door Spooky & Sue met Swinging on a Star en Carl Douglas met Kung fu fighting.
| Positie: | 24 | 11 | 3 | 5 | 10 | 12 | 17 | 25 | uit |

### NPO Radio 2 Top 2000
Sad sweet dreamer stond alleen in 2000 in de NPO Radio 2 Top 2000, op plek 1793.